# Platylabus gracilicornis
Platylabus gracilicornis là một loài tò vò trong họ Ichneumonidae.